# Vad kanok
A Vad kanok (eredeti cím: Tomcats) 2001-ben bemutatott amerikai szexvígjáték, melyet Gregory Poirier írt és rendezett. A főbb szerepekben Jerry O’Connell, Shannon Elizabeth és Jake Busey látható.
Az Amerikai Egyesült Államokban 2001. március 30-án mutatták be a Revolution Studios forgalmazásában (a stúdiónak ez volt a legelső bemutatott filmje). Bevételi szempontból jól teljesített, de kritikai fogadtatása negatív volt.

## Cselekmény
Egy baráti társaság férfitagjai, köztük Michael Delaney, Kyle Brenner és Steve egyik társuk esküvője előtt fogadalmat kötnek: pénzt tesznek be egy közös alapba, melyet az utolsó agglegény nyer majd meg közülük. Pár évvel később Michael Las Vegasba megy Steve-vel és barátnőjével, de egy félreértés miatt szakítanak. Egy átmulatott estén egy kaszinóban Michael megpróbál lenyűgözni egy ismeretlen nőt és felelőtlen fogadásokat tesz a rulettasztalnál. Minden pénzét elveszíti és súlyos adósságokba veri magát. A kaszinó főnöke, Carlos elé viszik és a maffiózók közlik vele, milyen súlyos következményei lesznek a testi épségére nézve, ha nem fizet időben.
Már csak Michael és gazdag, érzéketlen nőcsábász barátja, Kyle nem nősült meg. Hogy megnyerje az immár hatalmasra nőtt fogadási összeget, Michael megpróbálja megházasítani Kyle-t. Megtudja tőle, hogy az egyetlen nő, akit valaha is szeretett, Natalie volt. Tricia (Steve sógornője)  testvérének az esküvőjén ismerkedett meg a lánnyal pár évvel korábban. Steve és Tricia segítségével Michael eljut a lányhoz, ám ő beépített rendőrként, magát prostituáltnak álcázva dolgozik az utcán és letartóztatja a kuncsaftnak vélt férfit. A kihallgatáson Michaelt mindent bevall és végül elengedik.
Natalie meglátogatja és hajlandó segíteni neki, cserébe a pénz feléért. Michael megismeri Kyle és Natalie találkozásának részleteit a lány szemszögéből is: Kyle kihasználta az akkor még szűz lányt és az együttlétük után meg is alázta őt. Michael a rendőrnővel nyomozni kezd Kyle után, kiderítve a férfi vágyait, melyeket később felhasználhatnak. Michael felismeri, hogy beleszeretett Natalie-ba. Bár az érzés kölcsönös, a lány úgy dönt, feleségül megy Kyle-hoz (mivel Michael nem meri bevallani neki érzéseit). A legénybúcsún Kyle megcsalja menyasszonyát és elárulja Michaelnek, esze ágában sincs megállapodni, Natalie csupán háziasszonynak kell neki. Mielőtt Michael bármit tehetne, a partin eszméletét veszti és csak másnap ébred fel, ruhái pedig eltűntek. Egy eszméletlen sztriptíztáncosnő ruháit ellopva az esküvőre siet megakadályozni azt, azonban némi szerencsétlenkedést követően elkésik, mivel Kyle-ék már összeházasodtak.
A megnyert pénzből Michael kifizeti adósságát Carlosnak. Összefut Kyle-lal, de ő már egy másik lánnyal randevúzik. Megtudja tőle, hogy már nincsenek együtt Natalie-val, mert nászéjszakájukon a lány kiütötte és faképnél hagyta őt. Michael rátalál Natalie-ra, randevúzni hívja és később össze is házasodnak. Kyle egy ártatlannak tűnő, ám valójában domina könyvtároslány (és annak hasonlóan perverz nagymamája) mellett köt ki, akivel korábban Michael is eltöltött egy fájdalmas estét.

## Szereplők
| Színész            | Szerep                     | Magyar hang       | Magyar hang     |
| Színész            | Szerep                     | 1. szinkron       | 2. szinkron     |
| ------------------ | -------------------------- | ----------------- | --------------- |
| Jerry O’Connell    | Michael Delaney            | Selmeczi Roland   | Fehér Tibor     |
| Shannon Elizabeth  | Natalie Parker rendőrtiszt | Németh Borbála    | Csifó Dorina    |
| Jake Busey         | Kyle Brenner               | Király Attila     | Varga Rókus     |
| Horatio Sanz       | Steve                      | Kassai Károly     | Elek Ferenc     |
| Jaime Pressly      | Tricia                     | Ullmann Mónika    | Laurinyecz Réka |
| Bernie Casey       | Hurley rendőrtiszt         | Jakab Csaba       |                 |
| David Ogden Stiers | Dr. Crawford               | Barbinek Péter    |                 |
| Candice Michelle   | sztriptíztáncosnő          |                   |                 |
| Heather Stephens   | Jill, a könyvtáros         | Solecki Janka     |                 |
| Julia Schultz      | Shelby                     | Zsigmond Tamara   |                 |
| Dakota Fanning     | kislány a parkban          |                   |                 |
| Garry Marshall     | Murray nagybácsi           | Dobránszky Zoltán |                 |

## Fogadtatás

### Bevételi adatok
A Vad kanok a Kémkölykök, A csábítás elmélete és A panamai szabó című filmekkel egyidejűleg került a mozikba. A nyitó hétvégén 6,4 millió, összesen pedig 13,55 millió dollárt termelt az USA-ban és Kanadában. A több országgal együtt 23,4 millió dollár összbevételt ért el világszerte.

### Kritikai visszhang
A film a Rotten Tomatoes weboldalon 77 kritika alapján 14%-os értékelésen áll. Peter Travers, a Rolling Stone kritikusa úgy vélte, „a Vad Kanok olyan féktelen nőgyűlölettel tarkított, amitől a torkodon akad a nevetés”. A The New York Times cikke szerint „a film lelkesen vulgáris, de nem különösebben vicces, talán azért, mert túlságosan gyakran képtelen különbséget tenni a gusztustalan humor és a szimpla gusztustalanság között”.

## Fordítás
- Ez a szócikk részben vagy egészben  a   Tomcats (2001 film) című angol Wikipédia-szócikk ezen változatának fordításán alapul.  Az eredeti cikk szerkesztőit annak laptörténete sorolja fel. Ez a jelzés csupán a megfogalmazás eredetét és a szerzői jogokat jelzi, nem szolgál a cikkben szereplő információk forrásmegjelöléseként.